# Tutkarz gruszowiec
Tutkarz gruszowiec (Rhynchites giganteus) – gatunek chrząszcza z rodziny tutkarzowatych. Zamieszkuje palearktyczną Eurazję od Półwyspu Iberyjskiego po Syberię i Chiny. Żeruje na drzewach i krzewach z rodziny różowatych.

## Taksonomia
Gatunek ten opisany został po raz pierwszy w 1832 roku przez Jana Krynickiego.

## Morfologia

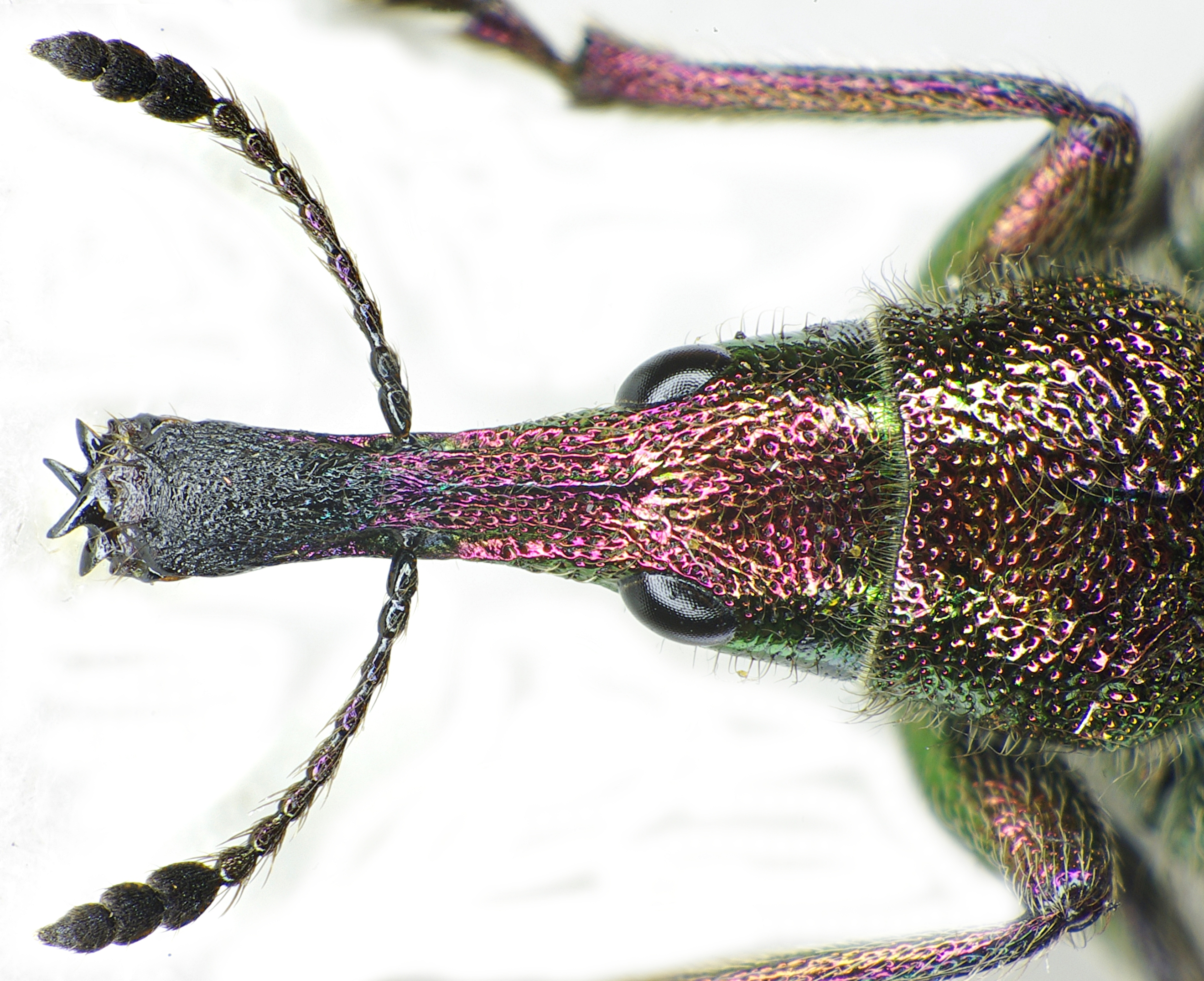
Głowa samicy

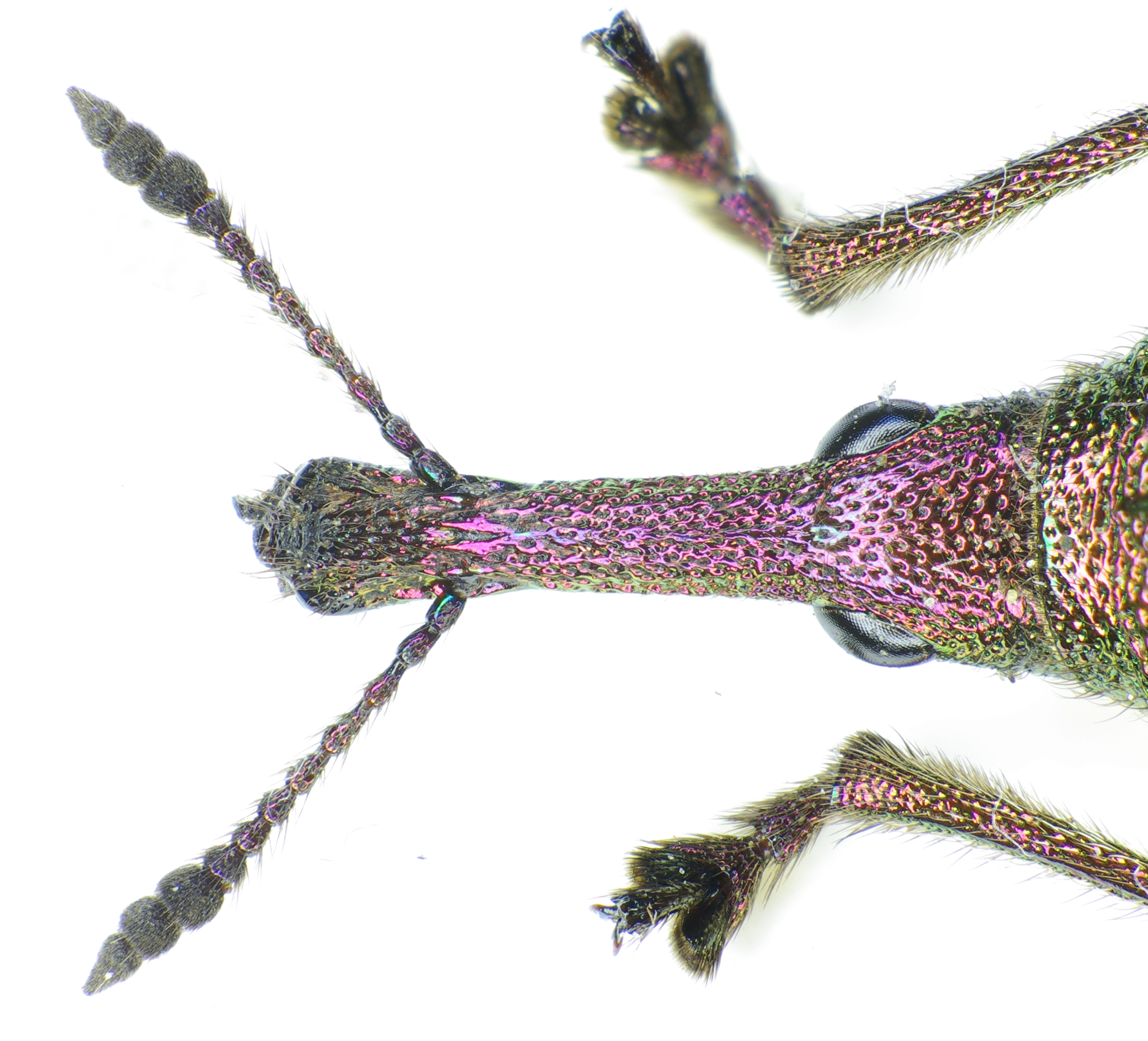
Głowa samca

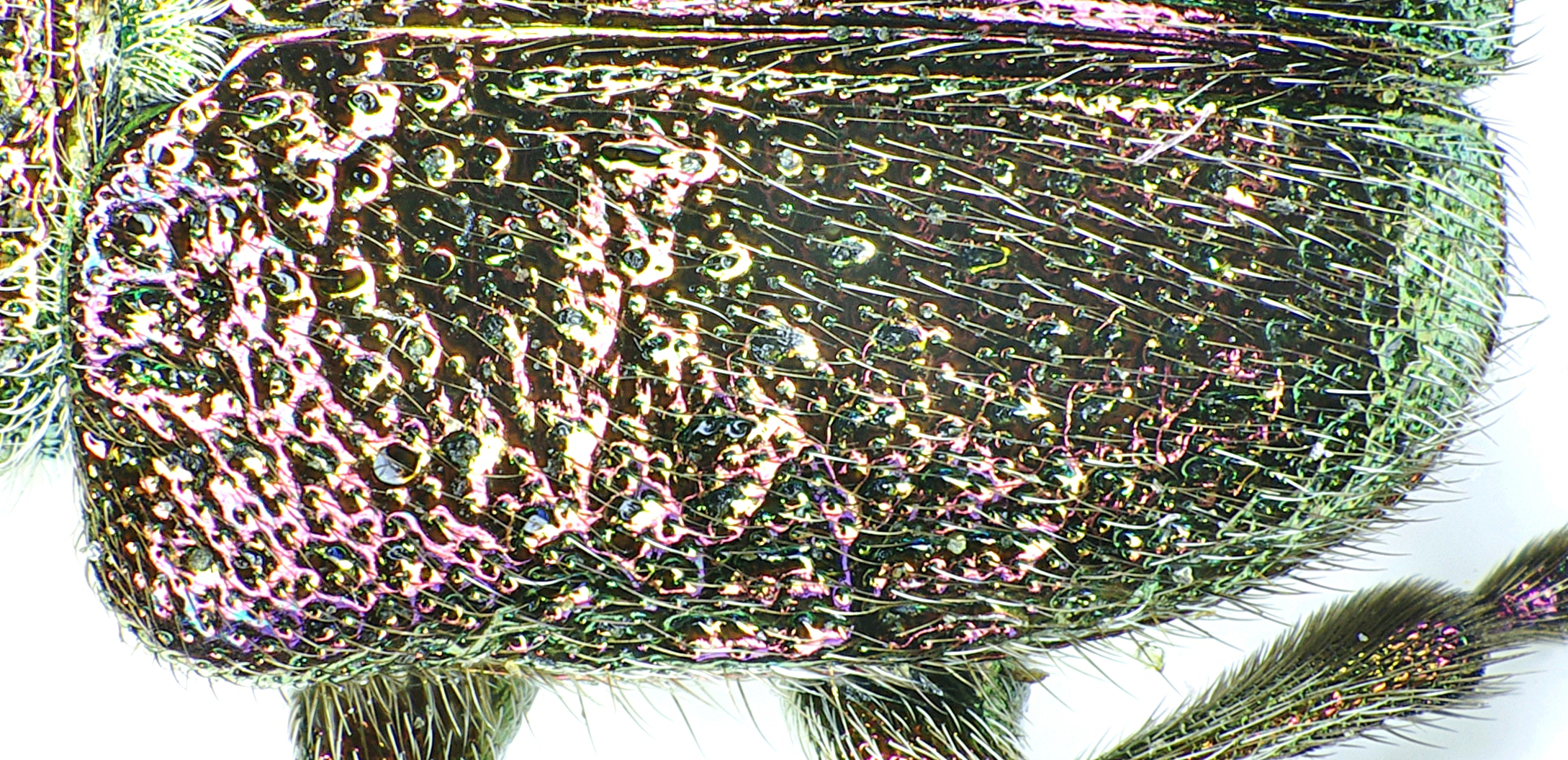
Pokrywa

Chrząszcz o ciele długości od 6,5 do 9 mm i metalicznie połyskującym oskórku o ciemnozielonej, brązowej lub purpurowej barwie. Owłosienie ciała ma gęste, na pokrywach stosunkowo krótkie i półwzniesione, w kątach tylnych przedplecza oraz na tarczce i zewnętrznych powierzchniach ud białawe.
Ryjek ma równoległe boki, tylko u wierzchołka lekko rozszerzone. Rzeźbią go gęste, owalne, głębokie punkty, zlewające się w zmarszczki. U samicy ryjek jest prosty i tak długi jak głowa i przedplecze razem wzięte. U samca jest łukowato zakrzywiony i może być dłuższy. Czułki u samicy wyrastają w połowie długości ryjka, u samca zaś za nią. Ostatni człon czułków jest stożkowato zwieńczony. Głowa u samca jest punktowana gęsto, u samicy rzadziej. 
U samca przedplecze jest wyraźnie wypukłe, po bokach zaokrąglone i za przednim brzegiem wyraźnie przewężone, u samicy jest bardzo nieznacznie wypukłe i słabo zaokrąglone z niewielkim przewężeniem za przednim brzegiem. Samiec ma po bokach przedtułowia płaskie wzgórki. Zarys tarczki jest prostokątny. Pokrywy mają bardzo słabo widoczne rzędy z dużymi, miejscami zlanymi w owalne jamki punktami oraz płaskie, znacznie szersze od rzędów, nieregularnie punktowane międzyrzędy. Słabo widoczny rząd dziewiąty dochodzi do wierzchołka pokryw. Odnóża u obu płci mają po dwa kolce na wierzchołkach goleni.

## Ekologia i występowanie
Owady dorosłe aktywne są od kwietnia do września. Są foliofagami żerującymi na liściach i pąkach drzew i krzewów z rodziny różowatych. Od maja do sierpnia samice składają jaja do młodych owoców, w których rozwijać się będą larwy. Do roślin pokarmowych larw należą głogi, grusze, jabłonie i śliwy, w tym odmiany uprawne. Larwa jest stadium zimującym. Przepoczwarczenie następuje wczesną wiosną.
Gatunek palearktyczny. W Europie znany jest z Francji, Austrii, Włoch, Czech, Słowacji, Węgier, Ukrainy, Mołdawii, Rumunii, Bułgarii, Słowenii, Chorwacji, Grecji oraz europejskich części Rosji i Turcji. W Azji zamieszkuje azjatycką część Turcji, Gruzję, Armenię, Azerbejdżan, Syberię, Kazachstan, Uzbekistan, Iran oraz Chiny. Występowanie tego gatunku w Polsce jest wątpliwe. Na początku XX wieku dwa okazy z Warszawy oznaczone jako R. giganteus znajdowały się w zbiorze Ludwika Fryderyka Hildta, jednak zniszczony on został w trakcie II wojny światowej.